# Rogério Ceni
Rogério Mücke Ceni (* 22. Januar 1973 in Pato Branco) ist ein brasilianischer Fußballtrainer. Zuvor war er einer der erfolgreichsten und bekanntesten Fußballtorhüter Brasiliens. Ceni erzielte per Freistoß und Elfmeter über 100 Pflichtspieltore in über 1000 Spielen für den FC São Paulo. 2020 wurde er als Trainer mit Flamengo Rio de Janeiro Brasilianischer Meister.

## Karriere

### Verein
Rogério begann seine Karriere 1987 beim Sinop FC in Mato Grosso spielte zwölf Spiele und wechselte im September 1990 zum FC São Paulo als zweiter Torhüter hinter Zetti. Am 25. Juni 1993 gab er sein Debüt und absolvierte bis zu seinem Karriereende 1256 Pflichtspiele für den Verein. Mit seiner 618. Partie wurde er am 28. Juli 2005 zum Rekordspieler von São Paulo. In diesem Spiel gegen Atlético Mineiro trug er ein Trikot mit der Rückennummer 618.
Am 7. September 2011 absolvierte er vor über 60.000 Fans sein 1000. Spiel für São Paulo. Gegner Atlético Mineiro konnte dabei mit 2:1 bezwungen werden.
Mit São Paulo gewann er 1993 und 2005 die Copa Libertadores. 1993 gewann er den damals noch ausgetragenen Weltpokal gegen den AC Mailand. 2005 wurde er mit dem FC São Paulo in Japan FIFA Klub-Weltmeister, als seine Mannschaft das Finale gegen den FC Liverpool 1:0 gewann. Er wurde zum wertvollsten Spieler des Turniers ausgezeichnet. Zudem wurde er von 2006 bis 2008 drei Mal in Folge Meister. Seit Oktober 2014 hält er den Rekord für die meisten Siege eines Fußballspielers. Mit seinem 590. Sieg überbot er die bisherige Bestmarke von Ryan Giggs.
Nachdem er für den FC São Paulo insgesamt 1256 Spiele absolviert und dabei 131 Tore erzielt hatte, beendete er im Dezember 2015 seine Karriere als aktiver Spieler.

### Nationalmannschaft
Mit der Nationalmannschaft gewann er den Konföderationen-Pokal 1997 in Saudi-Arabien und die Weltmeisterschaft 2002 in Japan/Südkorea. Er kam jedoch in beiden Turnieren nicht zum Einsatz. Bei der WM 2006 in Deutschland wurde er beim 4:1-Sieg im Gruppenspiel gegen Japan in der 82. Minute eingewechselt: sein einziger Einsatz bei Weltmeisterschaften. Er blieb ohne Gegentor. Beim Turnier 2002 stand er im Schatten von Marcos, 2006 war er Ersatzmann für Dida.

## Trainer

### FC São Paulo
Am 24. November wurde bekannt, dass Ceni ab 2017 das Traineramt beim FC São Paulo übernehmen soll. Am 20. Januar beim Freundschaftsspiel gegen River Plate leitete er die Mannschaft von São Paulo in seinem ersten Spiel als Trainer. Am 3. Juli 2017 wurde von seinem Amt entlassen, nachdem sein Klub in der Meisterschaftsrunde 2017 am elften Spieltag mit dem siebzehnten Platz einen Abstiegsrang belegte.

### Fortaleza und Cruzeiro
Am 10. November erhielt er einen Vertrag um die Mannschaft des Fortaleza EC ab der Saison 2018 zu trainieren. Mit dem Klub konnte er die Série B 2018 gewinnen und mit dem Klub den Aufstieg feiern. Ende November gab Fortaleza bekannt, mit Ceni für die Saison 2019 verlängert zu haben. Mit den Siegen in der Staatsmeisterschaft von Ceará 2019 sowie dem Copa do Nordeste 2019 hatte Ceni den Klub zu drei Titel in sechs Monaten geführt.
Am 11. August 2019 gab Fortaleza bekannt, dass Ceni den Klub verlassen würde. Er wechselte zum Ligakonkurrenten Cruzeiro Belo Horizonte, welcher sich vier Tage zuvor von Mano Menezes getrennt hatte. Trotz eines Vertrages, der eine Laufzeit bis Ende 2020 enthielt, blieb Ceni nur 47 Tage Trainer von Cruzeiro. Daraufhin bekam Ceni wieder seinen Posten bei Fortaleza EC angeboten. Er unterschrieb einen Vertrag bis Ende 2019, der später um ein Jahr verlängert wurde. 2020 verteidigte Ceni mit Fortaleza den Staatsmeisterschaftstitel von Ceará.

### Flamengo & São Paulo
Im November 2020 löste Ceni nach dem 20. Spieltag der Série A 2020 seinen laufenden Vertrag mit dem auf einem Mittelplatz liegenden Fortaleza EC auf und wechselte zum Tabellenfünften CR Flamengo nach Rio de Janeiro. Bis zum Ende der damals bis Ende Februar 2021 laufenden Meisterschaft 2020 führte er die Mannschaft zum Titel. Im April 2021 führte Ceni den Klub zum Erfolg im Supercopa do Brasil 2021 sowie im Mai 2021 zur Staatsmeisterschaft von Rio de Janeiro. Am 10. Juli 2021 wurde Ceni bei Flamengo entlassen. Zu dem Zeitpunkt lag der Klub nach dem 10. Spieltag auf dem zwölften Platz der Série A 2021.
Am 13. Oktober 2021 wurde Ceni erneut Trainer bei São Paulo. Mitte April 2023 wurde die Trennung mit ihm bekanntgegeben.

### Bahia
Am 8. September 2023 gab der EC Bahia die Verpflichtung von Ceni als Trainer bekannt. Der Klub hatte nach dem 22. Spieltag der Série A 2023 den Portugiesen Renato Paiva entlassen. Der Klub lag zu dem Zeitpunkt auf dem 16. Platz, einen Rang vor der Abstiegszone.

## Trivia
Rogério Ceni hatte einen ausgesprochen starken rechten Fuß und war ein ausgezeichneter Freistoß- und Elfmeterschütze. Er erzielte in seiner gesamten Karriere 131 Pflichtspieltore, davon 69 per Straf- und 62 per Freistoß. Auch nach seinem Karriereende gilt Ceni damit vor José Luis Chilavert (63 erzielte Treffer) als der torgefährlichste Torhüter der Welt. Am 3. August 2008 gelang ihm im Ligaspiel gegen Vasco da Gama sein einziger Doppelpack. Alle seine Tore erzielte er für den FC São Paulo, bei seinen Einsätzen für die brasilianische Nationalmannschaft blieb er erfolglos.

## Erfolge als Spieler

### Nationalmannschaft
- Weltmeister: 2002 (ohne Einsatz)
- Konföderationen-Pokal: 1997 (ohne Einsatz)

### Vereine
- Weltpokal/Klub-Weltmeisterschaft: 1993, 2005
- Copa Libertadores: 1993, 2005
- Recopa Sudamericana: 1993, 1994
- Supercopa Sudamericana: 1993
- Copa Conmebol: 1994
- Brasilianischer Meister: 2006, 2007, 2008
- Torneio Rio-São Paulo: 2001
- Staatsmeisterschaft von São Paulo: 1998, 2000, 2005
- Staatsmeisterschaft von Mato Grosso: 1990

### Auszeichnungen
- Fußballer des Jahres in Brasilien:
  - Bola de Ouro: 2008
  - Bola de Prata: 2000, 2003, 2004, 2006, 2007, 2008
  - Prêmio Craque do Brasileirão: 2006, 2007
  - Prêmio Craque do Brasileirão / Fan-Preis: 2007, 2014
- Goldener Ball der Klub-Weltmeisterschaft: 2005

## Erfolge als Trainer

### Vereine
Fortaleza
- Campeonato Brasileiro de Futebol – Série B: 2018
- Staatsmeisterschaft von Ceará: 2019, 2020
- Copa do Nordeste: 2019

Flamengo
- Campeonato Brasileiro de Futebol: 2020
- Staatsmeisterschaft von Rio de Janeiro: 2021
- Supercopa do Brasil: 2021

### Auszeichnungen
- Staatsmeisterschaft von Ceará: Troféu Verdes Mares als bester Trainer 2019
- Bola de Prata: 2020 – bester Trainer[21]